# Hadestown (musical)

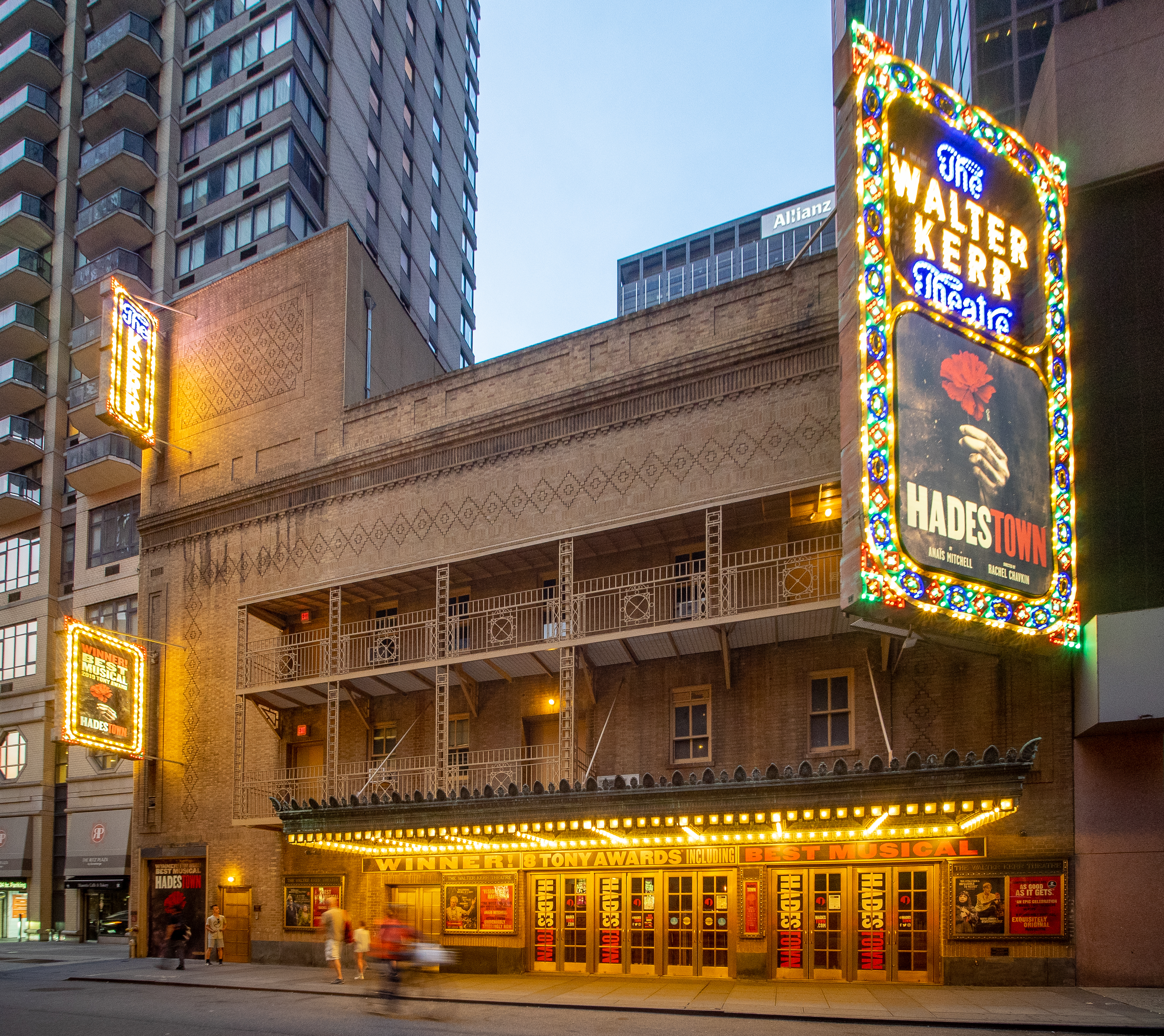
The Myth, The Musical

Hadestown: The Myth, The Musical é uma adaptação para os palcos de 2016 do álbum conceitual homônimo folk opera de Anaïs Mitchell. Estreou na off-Broadway em 6 de maio de 2016 no New York Theatre Workshop, com apresentações até 31 de julho. O espetáculo foi desenvolvido para os palcos e dirigido por Rachel Chavkin.
Assim como o álbum original, Hadestown conta uma versão do mito grego antigo de Orfeu e Eurídice, em que Orfeu caminha para o mundo inferior para resgatar sua esposa Eurídice.
A produção da Broadway teve estreia com clamor dos críticos, e recebeu vários prêmios e indicações. No 73º Tony Awards, Hadestown recebeu um total de 14 indicações (sendo o musical com mais indicações da noite) e ganhou 8 destas, incluindo o Prêmio Tony de Melhor Musical.

## Sinopse

### Primeiro Ato
Como o álbum de 2010, Hadestown adapta o mito de Orfeu e Eurídice para a Era da Grande Depressão em um contexto pós-apocalíptico. O musical começa com as Três Moiras descrevendo o contexto ("Any Way the Wind Blows"), então Hermes, o narrador, introduz cada um dos personagens ("Road to Hell"). O palco se esvazia, deixando somente Orfeu e Eurídice. Os dois se apresentam, e Orfeu pede Eurídice em casamento ("Come Home With Me"). Eurídice fica em dúvida, já que ambos são pobres e ela quer uma vida de estabilidade. Orfeu a persuade, dizendo que a música dele os proverá ("Wedding Song").
Após um interlúdio em que Orfeu conta a história de Hades e Perséfone ("Epic (Part I)"), Perséfone entra para celebrar o verão com Orfeu e Eurídice ("Living It Up On Top"). Orfeu faz um brinde à Perséfone e mostra esperança em um futuro com Eurídice, que, mesmo independente, demostra um amor crescente por Orfeu ("All I've Ever Known"). Os dois prometem ficar ao lado um do outro, não importando as dificuldades que enfrentassem.
Chega o inverno e, com ele, um trem que leva Perséfone de volta a Hadestown – a fábrica do submundo de Hades.  Orfeu e Eurídice percebem a tristeza de Perséfone por ter que retornar à fábrica, enquanto as Moiras aparecem para  louvar as riquezas de Hadestown. Orfeu reprova o tratamento de Hades em relação a seus empregados, mas Eurídice fica intrigada ("Way Down Hadestown"). Enquanto o inverno continua, Orfeu escreve suas músicas e Eurídice insiste para que ele trabalhe e que, assim, eles possam ter comida e abrigo. Ao mesmo tempo, Hades e Perséfone brigam sobre a decadência do próprio relacionamento ("Epic (Part II)/Chant").
Hades deixa a fábrica a fim de encontrar alguém que aprecie a segurança e o conforto de Hadestown. Ele se depara com Eurídice e pede para que junte-se a ele em Hadestown ("Hey Little Songbird"). As Moiras chegam e incitam Eurídice a colocar sua sobrevivência em primeiro lugar ("When the Chips are Down"). Com Orfeu longe e trabalhando em sua música, Eurídice decide ir a Hadestown com Hades ("Gone, I'm Gone"). Quando Orfeu volta e procura por Eurídice, Hermes diz para onde ela foi e conta como chegar até lá sem pegar o trem de Hades ("Wait For Me"). Eurídice chega em Hadestown e começa seu trabalho nos muros que cercam o lugar ("Why We Build the Wall").

### Segundo Ato
Após entreato—em que Perséfone se apresenta e serve bebidas ao público ("Our Lady Of The Underground") --, Eurídice percebe as verdadeiras consequências de ir a Hadestown: ela nunca poderá deixar o lugar a não ser que Hades permita ("Way Down Hadestown II"). Após assinar seu contrato com Hades, ela canta sobre seus arrependimentos ("Flowers").
Orfeu, após seguir as direções de Hermes e chegar a Hadestown, encontra Eurídice e implora para que ela volte para casa e case-se com ele. Eurídice e as Moiras contam a Orfeu que ela pertence legalmente a Hades e não pode voltar sem sua permissão ("Come Home With Me II"). Hades chega, e Orfeu o confronta. Hades afirma que ele é o dono de Eurídice e tenta afugentar Orfeu de sua propriedade ("Papers"). As Moiras cercam Orfeu, que está cansado, e dizem para desistir de salvar Eurídice ("Nothing Changes"). Orfeu canta seu desespero em perder Eurídice, o que Perséfone escuta ("If It's True"). Tocada pela música de Orfeu, Perséfone pede para que Hades deixe-a ir ("How Long"). Hades dá a chance de Orfeu cantar para ele ("Chant II"). Orfeu canta uma versão da música que escrevia quando Eurídice foi embora, lembrando Hades de seu amor por Perséfone ("Epic (Part III)"). Hades se comove mais do que esperava, e as Moiras explicam seu dilema: se ele mantiver Eurídice em cativeiro, ela se torna um mártir; mas se ele a libertar, ele perde seu controle autoritário sobre a fábrica ("Word to the Wise"). Ele, então, decide deixar o destino nas mãos de Orfeu: os dois podem ir embora juntos, mas Orfeu deve ir na frente. Se ele se virar para assegurar que Eurídice está o seguindo, ela pertencerá a Hades para sempre ("His Kiss, The Riot").
Hermes explica a decisão de Hades a Orfeu e Eurídice, que discutem todas suas dúvidas com a esperança de serem capazes em acreditar um no outro ("Promises"). Orfeu começa a sair de Hadestown com Eurídice o seguindo, guiados em parte pelas Moiras ("Wait for Me II"). Orfeu consegue até a parte final do caminho, quando ele fica duvidoso e se vira para procurar Eurídice – e percebe que ela esteve com ele o caminho todo, assim a condenando a ficar para sempre em Hadestown ("Doubt Comes In"). Hermes leva Eurídice de volta a Hadestown ("Road to Hell II"), e o espetáculo termina com Perséfone brindando a Orfeu ("I Raise My Cup").

## Números Musicais

### New York Theatre Workshop - Verão de 2016
| Primeiro Ato - "Any Way the Wind Blows"† – As Moiras - "Road to Hell" – Hermes, Ensemble - "Come Home With Me"† – Orfeu, Eurídice - "Wedding Song"† – Eurídice, Orfeu - "Epic I"† – Orfeu, Ensemble - "Living It Up On Top" – Perséfone, Orfeu, Hermes, Ensemble - "All I've Ever Known" – Eurídice - "Way Down Hadestown" – Ensemble - "Epic II/Chant" – Orfeu, Perséfone, Hades, Eurídice, Ensemble - "Hey, Little Songbird" – Hades, Eurídice - "When the Chips are Down" – As Moiras - "Gone, I'm Gone" – Eurídice, As Moiras - "Wait For Me" – Orfeu, Hermes, Ensemble - "Why We Build the Wall" – Hades, Ensemble | Segundo Ato - "Our Lady of the Underground" – Perséfone, Ensemble - "Way Down Hadestown II" - Hermes, Eurídice, As Moiras, Ensemble - "Flowers"† - Eurídice - "Come Home With Me II"† - Orfeu, Eurídice, As Moiras - "Papers"† - Hades, Hermes, Orfeu - "Nothing Changes"† - As Moiras - "If It's True"† - Orfeu, Hermes - "How Long?"† - Perséfone, Hades - "Chant II" - Hermes, Orfeu, Hades, Perséfone, Eurídice, Ensemble - "Epic III" - Orfeu, Hades, Ensemble - "Lover's Desire"† - Instrumental - "Word to the Wise" - As Moiras - "His Kiss, The Riot" - Hades - "Promises" - Orfeu, Eurídice - "Wait For Me II" - Hermes, Perséfone, Hades, Eurídice, Ensemble - "Doubt Comes In" - As Moiras, Orfeu, Eurídice - "Road to Hell II" - Hermes - "I Raise My Cup"† - Perséfone, Eurídice |

†Não incluso na Gravação Original do Elenco.

### Citadel Theatre -Edmonton,Alberta,Canadá- Outono-Inverno de 2017
| ; Primeiro Ato - "Road to Hell I" – Hermes, Ensemble - "Any Way the Wind Blows" – As Moiras - "Come Home With Me I" – Orfeu, Eurídice - "Wedding Song" – Eurídice, Orfeu - "Living It Up On Top" – Perséfone, Orfeu, Hermes, Ensemble - "All I've Ever Known" – Eurídice - "Way Down Hadestown I" – Ensemble - "Wind Theme" - Hermes, As Moiras - "Epic I/Chant I" – Orfeu, Perséfone, Hades, Eurídice, Ensemble - "Hey, Little Songbird" – Hades, Eurídice - "When the Chips are Down" – As Moiras - "Gone, I'm Gone" – Eurídice, As Moiras - "Wait For Me" – Orfeu, Hermes, Ensemble - "Why We Build the Wall" – Hades, Ensemble | ; Segundo Ato - "Our Lady of the Underground" – Perséfone, Ensemble - "Way Down Hadestown II" - Hermes, Eurídice, As Moiras, Ensemble - "Flowers" - Eurídice - "Come Home With Me II" - Orfeu, Eurídice, As Moiras - "Papers" - Hades, Hermes, Orfeu - "Nothing Changes" - As Moiras - "If It's True" - Orfeu, Hermes - "How Long?" - Perséfone, Hades - "Chant II" - Hermes, Orfeu, Hades, Perséfone, Eurídice, Ensemble - "Epic II" - Orfeu, Hades, Ensemble - "Lover's Desire" - Instrumental - "Promises" - Orfeu, Eurídice - "Word to the Wise" - As Moiras - "His Kiss, The Riot" - Hades - "Wait For Me II" - Hermes, Perséfone, Hades, Eurídice, Ensemble - "Doubt Comes In" - As Moiras, Orfeu, Eurídice - "Road to Hell II" - Hermes - "Curtain Call: I Raise My Cup" - Perséfone, Eurídice |

## Produção
Hadestown foi apresentado inúmeras vezes como uma produção de palco no estado natal de Anaïs Mitchell, em Vermont, em 2006 e 2007 antes do lançamento do álbum de 2010. Mitchell descreveu a primeira encarnação do espetáculo como "um projeto de teatro de 'faça você mesmo'" A equipe de criação incluiu o orquestrador/arranjador Michael Chorney e o diretor/designer original Ben T. Matchstick, bem como um elenco de artistas locais em Vermont..
Em sua busca por um diretor, Mitchell procurou Rachel Chavkin em 2012 depois de assistir a uma produção de "Natasha, Pierre & the Great Comet de 1812", dirigida por Chavkin. As 15 novas músicas foram desenvolvidas depois que Mitchell e Chavkin discutiram as lacunas na história do álbum. Na transição do álbum conceitual para o musical de palco, Mitchell escreveu mais 15 músicas e acrescentou diálogos para esclarecer a linha da história e aprofundar a caracterização. Michael Chorney criou as orquestrações primárias e arranjos, com Todd Sickafoose contribuindo com arranjos e orquestrações adicionais. Hadestown estreou no New York Theatre Workshop para uma temporada inicial de 3 de maio a 3 de julho de 2016, mas foi estendida até 31 de julho. A produção estrelou Damon Daunno como Orfeu, Nabiyah Be como Eurídice, Amber Grey como Perséfone, Patrick Page como Hades, Chris Sullivan como Hermes, e Lulu Fall, Jesse Shelton e Shaina Taub como As Moiras.
Em 14 de outubro de 2016, um EP foi lançado apresentando quatro músicas do musical, gravadas ao vivo nos dias 28 e 29 de junho de 2016. Um álbum ao vivo completo foi lançado em 6 de outubro de 2017.
Hadestown foi apresentado em um espetáculo pré-Broadway como parte da temporada 2017-18 no Edmonton's Citadel Theatre em Edmonton, Alberta, Canadá. Rachel Chavkin novamente atuou como diretora, com performances agendadas para 11 de novembro e 3 de dezembro de 2017, com Amber Gray e Patrick Page reprisando seus papéis do NYTW. A produção foi apresentada em colaboração com Mara Isaacs e Dale Franzen, que produziu a off-Broadway.
Antes de uma transferência para a Broadway em 2019, Hadestown será apresentado no Teatro Olivier do Teatro Nacional, em Londres. Fazendo sua estreia no Reino Unido, será apresentado de 2 de novembro de 2018 a 26 de janeiro de 2019. A equipe de produção inclui Rachel Hauck para o design cênico, Michael Krass para figurino, Bradley King para design de iluminação, Nevin Steinberg para design de som, David Neumann para coreografia, e Liam Robinson para direção musical. Foi confirmado que Patrick Page, Amber Gray e Reeve Carney vão reprisar suas performances na produção do National Theatre.

## Elenco
| Character     | Off-Broadway New York Theatre Workshop, 2016 | Leitura New 42nd Street Studios, 2017                | Estreia Canadá Citadel Theatre, 2017                      | Estreia Londres Royal National Theatre, 2018                                                  |
| ------------- | -------------------------------------------- | ---------------------------------------------------- | --------------------------------------------------------- | --------------------------------------------------------------------------------------------- |
| Hermes        | Chris Sullivan                               | Andre De Shields                                     | Kingsley Leggs                                            | Andre De Shields                                                                              |
| Orfeu         | Damon Daunno                                 | Reeve Carney                                         | Reeve Carney                                              | Reeve Carney                                                                                  |
| Eurídice      | Nabiyah Be                                   | Gizel Jiménez                                        | T.V. Carpio                                               | Eva Noblezada                                                                                 |
| Hades         | Patrick Page                                 | Patrick Page                                         | Patrick Page                                              | Patrick Page                                                                                  |
| Perséfone     | Amber Gray                                   | Amber Gray                                           | Amber Gray                                                | Amber Gray                                                                                    |
| As Moiras     | Lulu Fall Jessie Shelton Shaina Taub         | Yvette Gonzales-Nacer Crystal Lucas-Perry Rocky Vega | Jewelle Blackman Kira Guloien Evangelia Kambites          | Carly Mercedes Dyer Rosie Fletcher Gloria Onitiri                                             |
| Trabalhadores | —                                            | James Brown III Marcus Choi Lulu Fall Adam Perry     | Vance Avery erew Broderick Tara Jackson Hal Wesley Rogers | Sharif Afifi Beth Hinton-Lever Seyi Omooba Aiesha Pease Joseph Prouse Jordan Shaw Shaq Taylor |

## Recepção
Hadestown recebeu críticas críticas geralmente positivas. O New York Times descreveu a produção off-Broadway como "inventiva" e "maravilhosamente cantada", elogiando sua simplicidade e intimidade. O Hollywood Reporter descreveu o diálogo adicionado como "indutor de choque", mas favoreceu sua alta energia e encenação imersiva. Várias resenhas traçaram paralelos ligando a música "Why We Build the Wall" com a campanha presidencial de Donald Trump em 2016, embora a música seja anterior à campanha.

## Prêmios
| Ano  | Prêmio                             | Categoria                                                    | Nomeado                                                      | Resultado |
| ---- | ---------------------------------- | ------------------------------------------------------------ | ------------------------------------------------------------ | --------- |
| 2016 | American Academy of Arts e Letters | Richard Rodgers Award for Musical Theater                    | Richard Rodgers Award for Musical Theater                    | Venceu    |
| 2017 | Drama Desk Awards                  | Outstanding Musical                                          | Outstanding Musical                                          | Nomeado   |
| 2017 | Drama Desk Awards                  | Outstanding Lighting Design for a Musical                    | Bradley King                                                 | Nomeado   |
| 2017 | Drama League Awards                | Outstanding Production of a Broadway or Off-Broadway Musical | Outstanding Production of a Broadway or Off-Broadway Musical | Nomeado   |
| 2017 | Lucille Lortel Awards              | Outstanding Musical                                          | Outstanding Musical                                          | Nomeado   |
| 2017 | Lucille Lortel Awards              | Outstanding Choreographer                                    | David Neumann                                                | Nomeado   |
| 2017 | Lucille Lortel Awards              | Outstanding Lead Actor in a Musical                          | Patrick Page                                                 | Nomeado   |
| 2017 | Lucille Lortel Awards              | Outstanding Lead Actress in a Musical                        | Amber Gray                                                   | Nomeado   |
| 2017 | Lucille Lortel Awards              | Outstanding Featured Actor in a Musical                      | Chris Sullivan                                               | Nomeado   |
| 2017 | Lucille Lortel Awards              | Outstanding Scenic Design                                    | Rachel Hauck                                                 | Nomeado   |
| 2017 | Lucille Lortel Awards              | Outstanding Sound Design                                     | Robert Kaplowitz                                             | Nomeado   |
| 2017 | Outer Critics Circle Awards        | Outstanding New Off-Broadway Musical                         | Outstanding New Off-Broadway Musical                         | Nomeado   |
| 2018 | Elizabeth Sterling Haynes Award    | Timothy Ryan Award for Outstanding Production of a Musical   | Timothy Ryan Award for Outstanding Production of a Musical   | Nomeado   |
| 2018 | Elizabeth Sterling Haynes Award    | Outstanding Director                                         | Rachel Chavkin                                               | Nomeado   |
| 2018 | Elizabeth Sterling Haynes Award    | Outsteint Performance by an Actress in a Supporting Role     | Amber Gray                                                   | Venceu    |
| 2018 | Elizabeth Sterling Haynes Award    | Outstanding Set Design                                       | Rachel Hauck                                                 | Nomeado   |
| 2018 | Elizabeth Sterling Haynes Award    | Outstanding Costume Design                                   | Michael Krass                                                | Nomeado   |
| 2018 | Elizabeth Sterling Haynes Award    | Outstanding Lighting Design                                  | Bradley King                                                 | Venceu    |
| 2018 | Elizabeth Sterling Haynes Award    | Outstanding Musical Director                                 | Liam Robinson                                                | Nomeado   |
| 2018 | Elizabeth Sterling Haynes Award    | Outstanding Choreography or Fight Direction                  | David Neumann                                                | Nomeado   |